# Pellobunus trispinatus
Pellobunus trispinatus – gatunek kosarza z podrzędu Laniatores i rodziny Samoidae.

## Występowanie
Gatunek endemiczny dla wyspy Trynidad.